# Diane de Poitiers

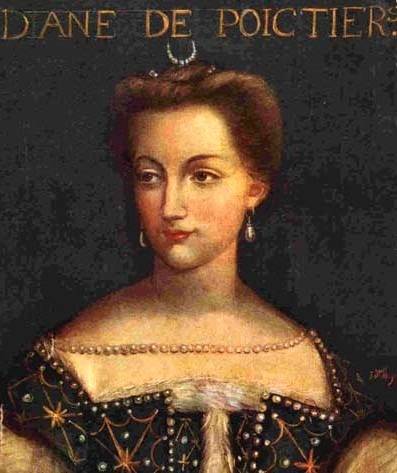
Diane de Poitiers

Diane de Poitiers' emblem: tre halvmånar.

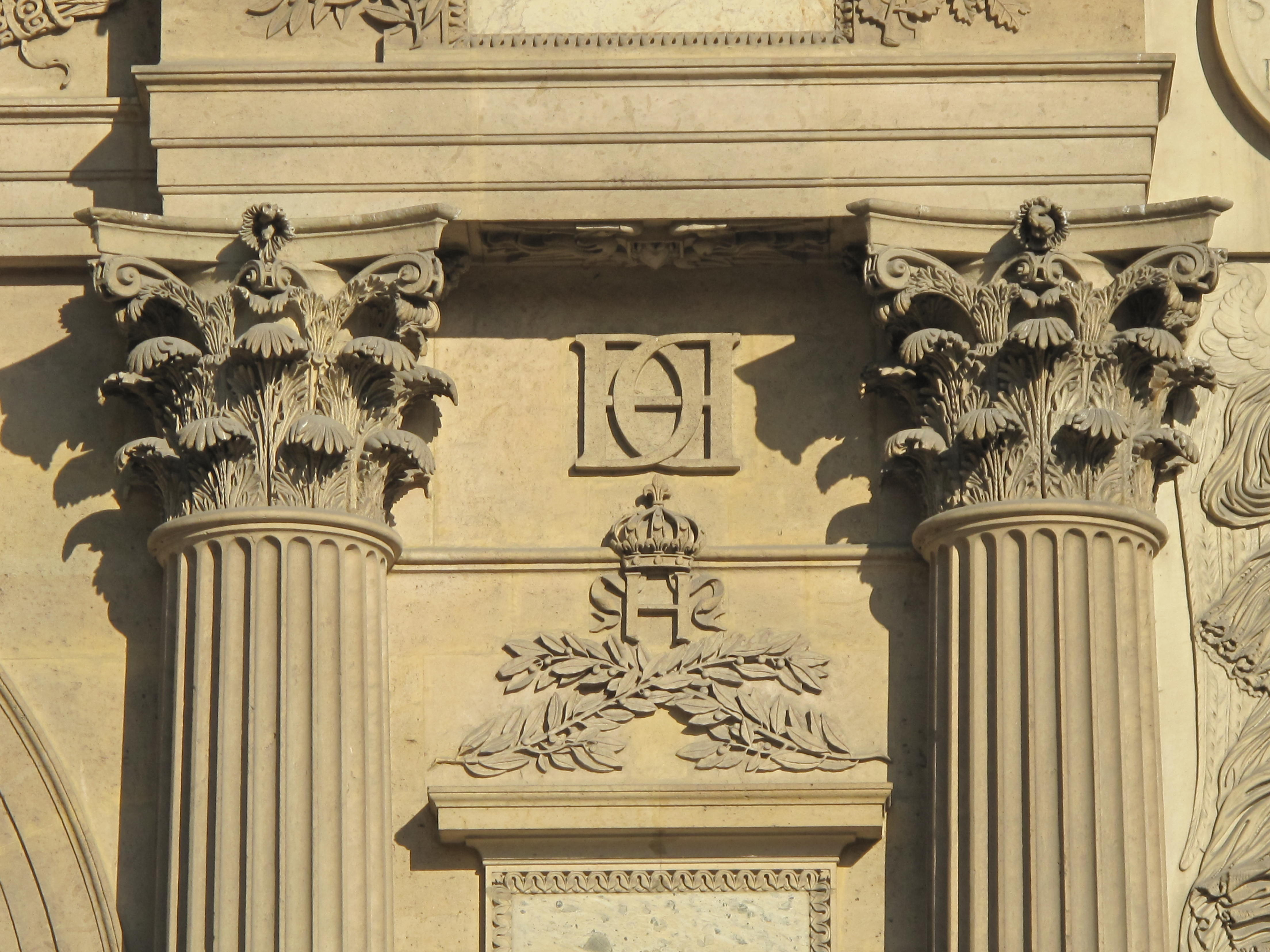
HenriK II:s monogram: ett H sammanflätat med D.

Diane de Poitiers, född 3 september 1499 i Saint-Vallier, död 25 april 1566 på slottet Anet (ca 10 mil väster om Paris), var en fransk hovdam, mätress till kung Henrik II av Frankrike 1547–1559 med titeln hertiginnan de Valentinois. Hon var kungens rådgivare och känd för sitt stora inflytande på politiken.  

## Biografi
Diane de Poitiers var dotter till Jean de Poitiers, greve av Saint-Vallier, och Jeanne de Batarnay. Som barn tillbringade hon några år vid Anne de Beaujeus hov. Hon fick en hög utbildning enligt renässansens ideal och ägnade sig också åt olika idrotter. Hon blev 1515 vid femton års ålder bortgift med hovmannen Louis de Brezé, fogde i Normandie. 
Hon tjänstgjorde som hovdam åt drottning Claude av Frankrike 1515–1524, och därefter åt kungens mor Louise av Savojen och hans nästa drottning Eleonora av Österrike. När hennes make fängslades för påstått förräderi 1524, förekom skvaller om att hon hade utverkat att han besparades dödsstraff av kung Frans I, men det finns ingenting som bevisar detta. Hennes make frigavs 1526.     

### Relation med Henrik
Efter makens död 1531 lyckades Diane väcka prins Henriks intresse. När han flera år tidigare hade sänts som gisslan till Spanien hade Diane, i hans avlidna mors ställe, kysst honom farväl. Då han återvände till Frankrike och deltog i en tornering till ära för den nya drottningen, bröt han mot etiketten genom att istället för drottningen, offentligen salutera Diane.  Förhållandet var länge platonskt. Det har förekommit spekulationer om att Henriks illegitima dotter Diane de France i hemlighet hade Diane till mor istället för den kvinna som offentligt anges som hennes mor.  
Henrik blev år 1533 bortgift i ett arrangerat äktenskap med Katarina av Medici. Det var efter giftermålet förhållandet mellan Diane och den tjugo år yngre Henrik förmodas ha fullbordats sexuellt. Henriks och Dianes relation kom att vara från 1534 fram till Henriks död 1559. 
Diane betraktade inte Katarina som en rival som på allvar kunde hota henne, vilket uppges vara anledningen till att hon år 1544, efter elva års äktenskap, övertalade Henrik att börja ha samlag med Katarina för tronföljdens skull, eftersom hon inte önskade se Katarina ersättas av en brud som kanske kunde utgöra ett större hot.
Under Henriks tid som kronprins (Dauphin) kom paret att stå i ett spänt förhållande till kung Frans och dennes mätress Anne de Pisseleu d'Heilly. När kungen förvisade Diane till hennes eget slott Anet, kom Henrik och hans anhängare att också lämna hovet och bosätta sig på Anet. 

### Mätress och rådgivare
Under Henriks regeringstid från 1547 till 1559 dominerade Diane de Poitiers hovlivet medan drottningen, Katarina av Medici, hamnade helt i skymundan. Diane kom under de följande tolv åren att bli en av de mäktigaste kvinnorna i Frankrikes historia. Vid Henriks trontillträde var hennes ställning så stark att påven sände henne ett pärlhalsband som diplomatisk gåva. Henrik gav henne 1548 titeln hertiginna av Valentinois, och tillgång till Frankrikes kronjuveler. Hennes dotter utnämndes till överhovmästarinna för drottningens hov, och Diane fick överinseendet över kungabarnen, och övervakade deras uppfostran genom brevväxling med deras guvernörer, Jean och Françoise d'Humières. 
Henrik anförtrodde sig till Diane även vad gällde politiska frågor, och hon kom att fungera som hans rådgivare och politiska partner. Hennes beskydd var värdefullt för vem som helst som önskade göra karriär vid hovet och få tillträde till kungen. Hon utövade som strikt katolik ett stort inflytande på hans ställningstagande till bland annat kättarförföljelserna. Henrik anförtrodde henne sin korrespondens och lät henne ofta skriva hans offentliga brev, som signerades med deras sammanflätade namn: HenriDiane. Parets initialer HD blev också ofta avbildade i de kungliga slotten. 
Diane de Poitiers var mycket konstintresserad och gynnade flera arkitekter och bildhuggare. Henrik lät för hennes räkning uppföra slottet Anet.  Bland de slott som framstår som parets främsta verk var Château de Chenonceau, som Henrik gav Diane. Diane var känd för att efter makens död endast klä sig i vitt och svart, vilket i Frankrike symboliserade sorg men också månen och därmed påminde om hennes namn efter Diana, månens gudinna. Många hyllningar till hennes ära alluderar därför till månen: hennes monogram var tre halvmånar. Diane var känd som en skicklig ekonom och samlade en förmögenhet, som hon använde för att gynna den kungliga propagandan. I den kungliga representationen framställde hon sig själv som mångudinnan och Henrik som en riddare. 
Dianes ställning som Henriks kärlekspartner hotades aldrig av rivaler, och hans förbindelser med Philippa Duci, Lady Janet Stewart och Nicole de Savigny kom aldrig att bli mer än rent tillfälliga sexuella förbindelser.

### Senare liv
År 1559 avled Henrik sedan han deltagit i en tornering där han bar Dianes färger. Katarina förbjöd Diane att närvara vid Henriks dödsbädd och begravning och förvisade henne från hovet. Katarina tvingade henne också att överlämna slottet Château de Chenonceau. Diane levde sedan sina återstående år på slottet Anet.